# Terceiro Templo
Terceiro Templo (em hebraico: בֵּית הַמִּקְדָּשׁ הַשְּׁלִישִׁי, trad. 'Terceira Casa do Santuário') refere-se a um hipotético templo judaico reconstruído em Jerusalém. Ele sucederia o Templo de Salomão e o Segundo Templo, destruídos no cerco babilônico de Jerusalém em 587 a.C. e no cerco romano de Jerusalém em 70 d.C., respectivamente. A noção e o desejo por um Terceiro Templo são sagrados no judaísmo, especialmente no judaísmo ortodoxo. Ele seria o local de adoração mais sagrado para os judeus. A Bíblia hebraica afirma que os profetas judeus pediram sua construção antes da Era Messiânica ou em conjunto com ela. A construção do Terceiro Templo também desempenha um papel importante em algumas interpretações da escatologia cristã.
Entre alguns grupos de judeus devotos, a antecipação de um futuro projeto para construir o Terceiro Templo no Monte do Templo, na Cidade Velha de Jerusalém, foi defendida como um motivo ideológico em Israel. A construção do Terceiro Templo foi contestada pelos muçulmanos devido à existência do Domo da Rocha, que foi construído pelo Califado Omíada no local dos templos judaicos destruídos na antiguidade; as tensões entre judeus e muçulmanos sobre o Monte do Templo foram transportadas politicamente como um dos principais pontos críticos do conflito israelo-palestino, e a área tem sido um assunto de debate significativo no processo de paz. A maior parte da comunidade internacional se absteve de reconhecer qualquer soberania sobre a cidade de Jerusalém devido às reivindicações territoriais conflitantes entre Israel e a Autoridade Nacional Palestina, já que ambos os lados a reivindicaram como sua capital.

## Tentativas de reconstrução
Desde a destruição do Segundo Templo em 70 d.C. pelos romanos, alguns judeus expressaram seu desejo de construir um Terceiro Templo no Monte do Templo. A oração para isso é uma parte formal da tradição judaica da oração Amidah três vezes ao dia. Embora ainda não tenha sido construído, a noção e o desejo de um Terceiro Templo são sagrados no judaísmo. Após a destruição do Segundo Templo, "a maioria dos rabinos adotou a posição de que a lei judaica proíbe a reconstrução do Templo Sagrado [Terceiro Templo] antes da era da redenção messiânica, ou que a lei é muito ambígua e que o messias deve vir primeiro".

### Revolta de Barcoquebas
No início do século II, o imperador romano Adriano concedeu permissão para reconstruir o destruído Segundo Templo, mas mudou de ideia. As forças de Simão Barcoquebas capturaram Jerusalém dos romanos em 132 e ocuparam a cidade por cerca de três anos. A construção de um novo templo continuou. O fracasso de Barcoquebas em manter o controle da cidade levou à escrita da Mishná, pois os líderes religiosos acreditavam que a próxima tentativa de reconstruir o templo poderia levar séculos e a memória das práticas e cerimônias deveria ser documentada, caso contrário, elas seriam perdidas. Como punição pela revolta, os romanos renomearam Jerusalém para Élia Capitolina e a província para Síria Palestina; os judeus foram proibidos de entrar na cidade, exceto no dia de Tishá BeAv. Rabinos que sobreviveram à perseguição foram autorizados a continuar sua escola em Jamnia, desde que pagassem o Fiscus Judaicus.

### Juliano

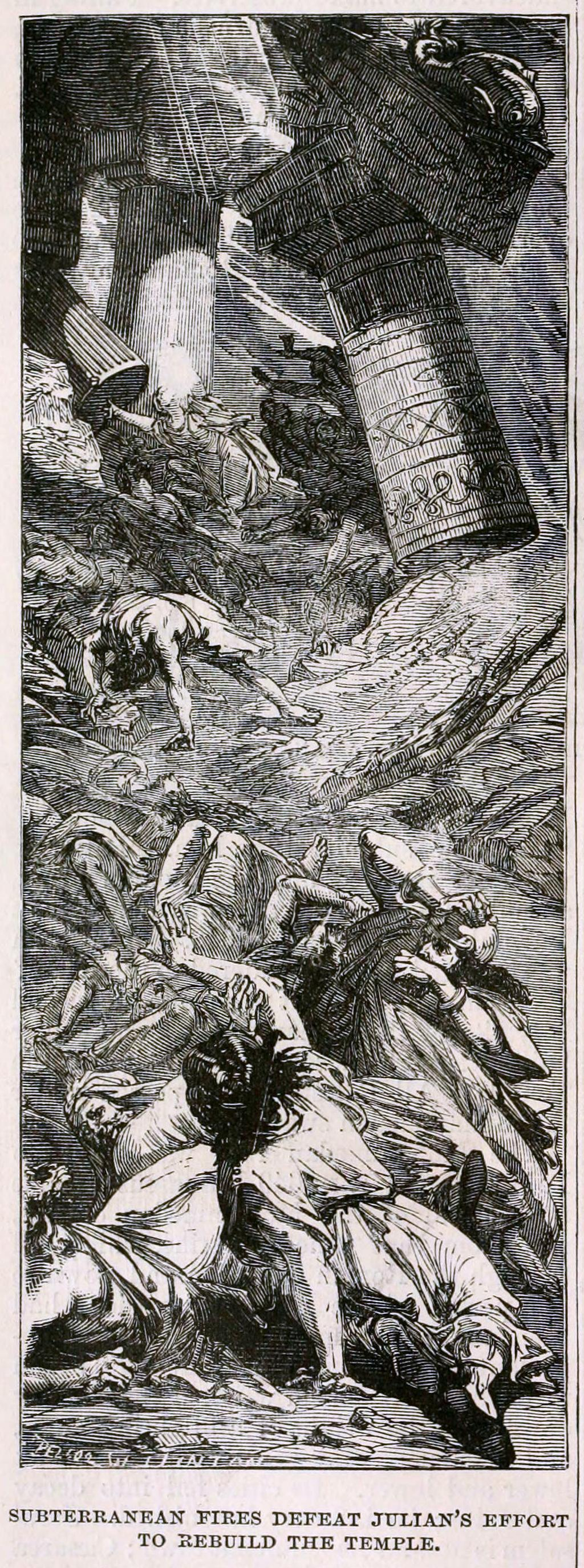
Incêndios subterrâneos derrotam o esforço de Juliano para reconstruir o templo, ilustração de James Dabney, 1877

Houve um projeto abortado sob o imperador romano Juliano (361–363) para reconstruir o Templo. Ele é tradicionalmente chamado de "Juliano, o Apóstata" devido à sua política de reverter a cristianização imposta pelo imperador Constantino, restaurando práticas religiosas e lugares sagrados tradicionais em todo o Império Romano. Como parte desta política, Juliano permitiu que os judeus começassem a construir um Terceiro Templo.
De acordo com fontes antigas posteriores, incluindo Sozomeno (c. 400–450 d.C.) em sua Historia Ecclesiastica e o historiador pagão e amigo próximo de Juliano, Amiano Marcelino, o projeto de reconstrução do templo foi abortado porque cada vez que os trabalhadores tentavam construir o templo usando a subestrutura existente, eles eram queimados por chamas terríveis vindas de dentro da terra e um terremoto destruía o trabalho feito:

Juliano pensou em reconstruir, a um custo extravagante, o orgulhoso Templo de Jerusalém e confiou essa tarefa a Alypius, de Antioquia. Alípio começou a trabalhar vigorosamente e foi apoiado pelo governador da província; quando bolas de fogo assustadoras, que irromperam perto das fundações, continuaram seus ataques, até que os trabalhadores, depois de repetidas queimaduras, não puderam mais se aproximar, e ele desistiu da tentativa.
O fracasso na reconstrução do Terceiro Templo foi atribuído ao terremoto da Galileia em 363 e à própria ambivalência dos judeus em relação ao projeto. Sabotagem é uma possibilidade, assim como um incêndio acidental. A "intervenção divina" era a visão comum entre os historiadores cristãos da época. Quando Juliano foi morto em batalha após um reinado de menos de três anos, os cristãos reafirmaram o controle sobre o império, e a oportunidade de reconstruir o Templo acabou.

### Estado vassalo sassânida
Em 610, o Império Sassânida expulsou o Império Bizantino do Oriente Médio, dando aos judeus o controle de Jerusalém pela primeira vez em séculos. Os novos governantes logo ordenaram o reinício do sacrifício animal pela primeira vez desde a época de Barcoquebas. Pouco antes de os bizantinos retomarem a área, os persas entregaram o controle à população cristã, que demoliu o edifício parcialmente construído e transformou-o num depósito de lixo até o califa Omar tomou a cidade na década de 630.

### Conquista muçulmana da Síria
Uma crônica armênia do século VII d.C., escrita pelo bispo Sebeos, afirma que os judeus e os árabes estavam discutindo entre si sobre suas diferenças religiosas durante o cerco de Jerusalém em 637, mas "um homem dos filhos de Ismael chamado Maomé" deu-lhes um "sermão sobre o Caminho da Verdade, supostamente por ordem de Deus", dizendo que eles, tanto os judeus como os árabes, deveriam unir-se sob a bandeira do seu pai Abraão e entrar na Terra Santa. Sebeos também relata que os judeus começaram a reconstrução do templo, mas os árabes os expulsaram e reutilizaram o local para suas próprias orações. Por sua vez, esses judeus construíram outro templo em um local diferente.

### Durante os ataques mongóis na Síria
Em 1267, durante os ataques mongóis à Síria, um período de interregno entre o domínio completo do Levante pelos Estados cruzados até 1260 e a conquista do Levante pelos mamelucos em 1291, Ramban escreveu uma carta ao seu filho. Continha as seguintes referências à terra e ao Templo:

O que devo dizer sobre esta terra ... Quanto mais sagrado o lugar, maior a desolação. Jerusalém é a mais desolada de todas... Há cerca de 2 mil habitantes... mas não há judeus, pois após a chegada dos tártaros, os judeus fugiram e alguns foram mortos pela espada. Agora há apenas dois irmãos, tintureiros, que compram suas tinturas do governo. Em sua casa, um quórum de fiéis se reúne no sábado, e nós os encorajamos, e encontramos uma casa em ruínas, construída sobre pilares, com uma bela cúpula, e a transformamos em uma sinagoga... As pessoas vêm regularmente a Jerusalém, homens e mulheres de Damasco, de Alepo e de todas as partes do país, para ver o Templo e chorar por ele. E que Aquele que nos considerou dignos de ver Jerusalém em suas ruínas nos conceda vê-la reconstruída e restaurada, e que a honra da Presença Divina retorne.

### Esforços modernos de reconstrução

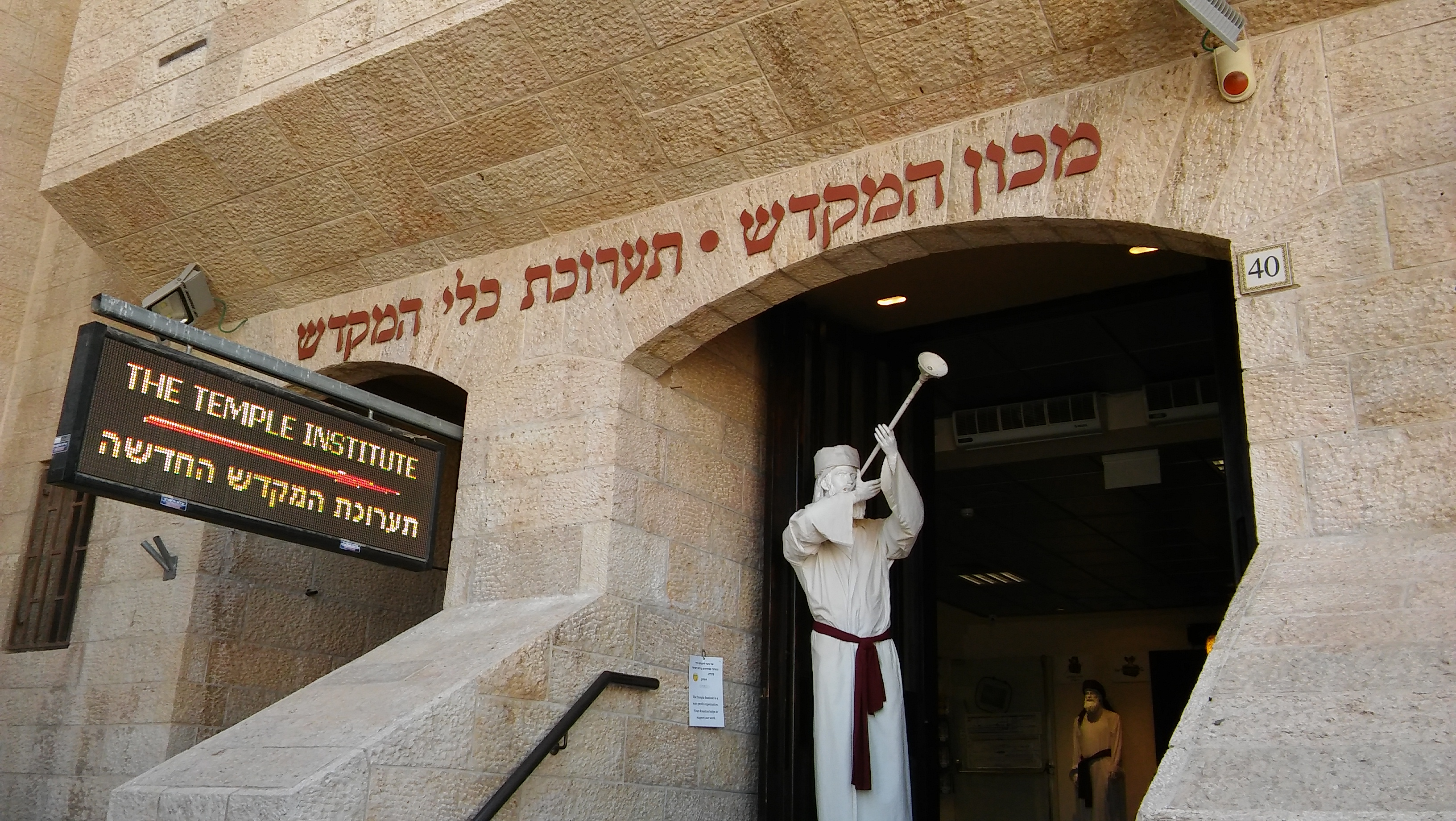
Instituto do Templo em Jerusalém

No judaísmo ortodoxo tradicional, a reconstrução do Templo é geralmente deixada para a vinda do Messias judeu e para a providência divina. Algumas organizações, como o Instituto do Templo, representando uma pequena minoria de judeus ortodoxos, querem realizar a construção de um Terceiro Templo nos tempos atuais.
Em agosto de 1967, após a captura israelense do Monte, o rabino Shlomo Goren (falecido em 1994), ex-rabino-chefe das Forças de Defesa de Israel (IDF) (e mais tarde rabino-chefe do Estado de Israel), começou a organizar orações públicas para os judeus no Monte do Templo. O rabino Goren era conhecido por suas posições controversas a respeito da soberania judaica sobre o Monte do Templo. Em 15 de agosto de 1967, logo após a Guerra dos Seis Dias, Goren liderou um grupo de cinquenta judeus até o Monte do Templo, onde, lutando contra os guardas muçulmanos e a polícia israelense, eles realizaram um culto de oração.

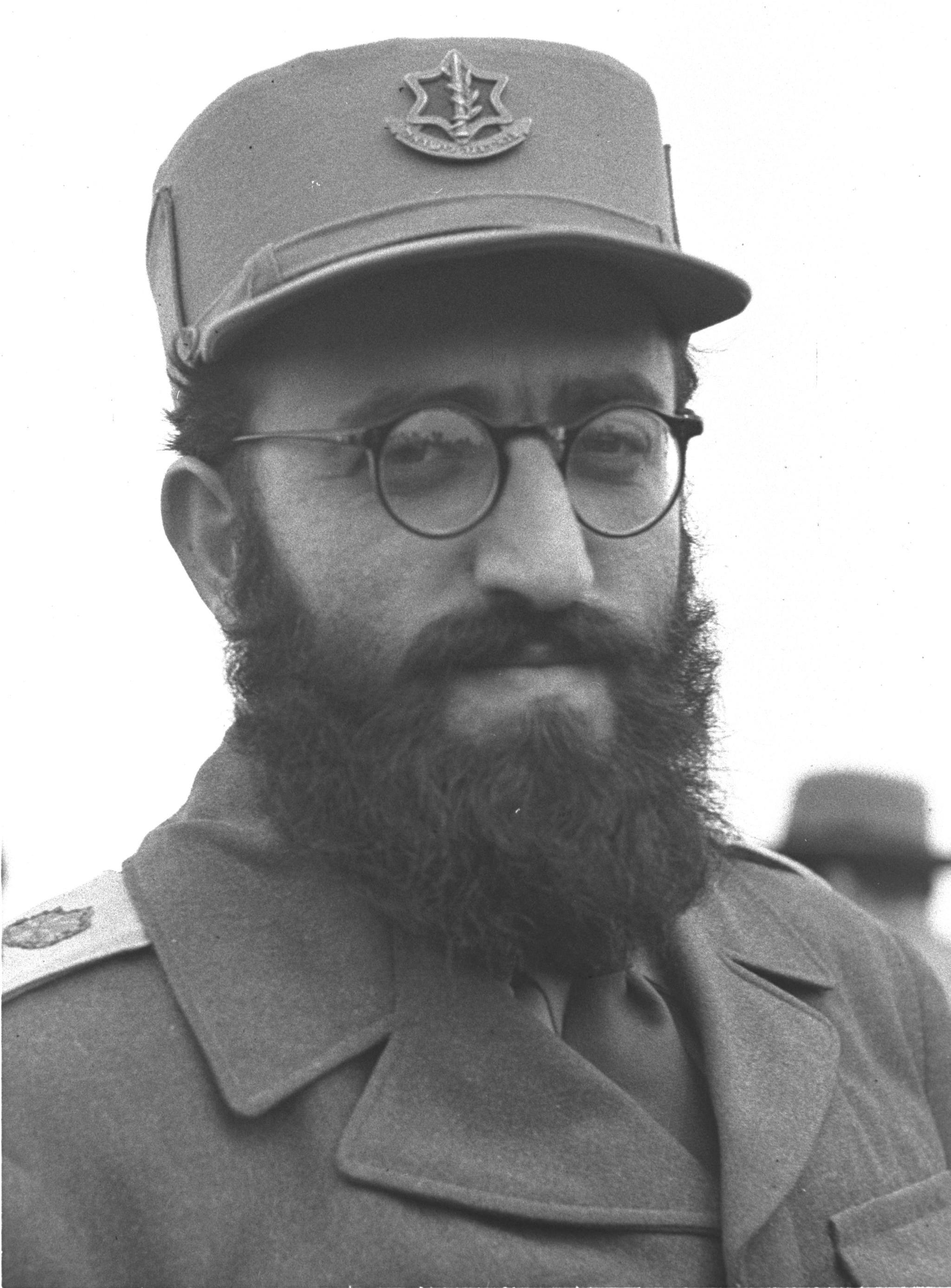
Rabino Shlomo Goren em 1949

Goren defendeu a construção de um Terceiro Templo no Monte do Templo a partir da década de 1960. No verão de 1983, Goren e vários outros rabinos se juntaram ao rabino Yehuda Getz (falecido em 1995), que trabalhava para o Ministério de Assuntos Religiosos no Muro das Lamentações, em um passeio por uma câmara sob o monte que Getz havia escavado. O túnel foi descoberto logo em seguida e resultou em uma grande briga entre jovens judeus e árabes da área. O túnel foi rapidamente selado com concreto pela polícia israelense.
Os rabinos-chefes de Israel, Isser Yehuda Unterman e Yitzhak Nissim, juntamente com outros rabinos importantes, afirmaram que "Por gerações, alertamos e nos abstivemos de entrar em qualquer parte do Monte do Templo". Um estudo recente desta decisão rabínica sugere que ela foi "sem precedentes" e possivelmente motivada pela pressão governamental sobre os rabinos, e "brilhante" na prevenção de atritos entre muçulmanos e judeus no Monte. O consenso rabínico na corrente religiosa sionista do judaísmo ortodoxo continua a sustentar que é proibido aos judeus entrar em qualquer parte do Monte do Templo e em janeiro de 2005, foi assinada uma declaração confirmando a decisão de 1967. Na véspera de Shavuot em 2014, ou 6º Sivan, 5774 no calendário hebraico, 400 judeus subiram ao Monte do Templo; alguns foram fotografados em oração.

#### Obstáculos

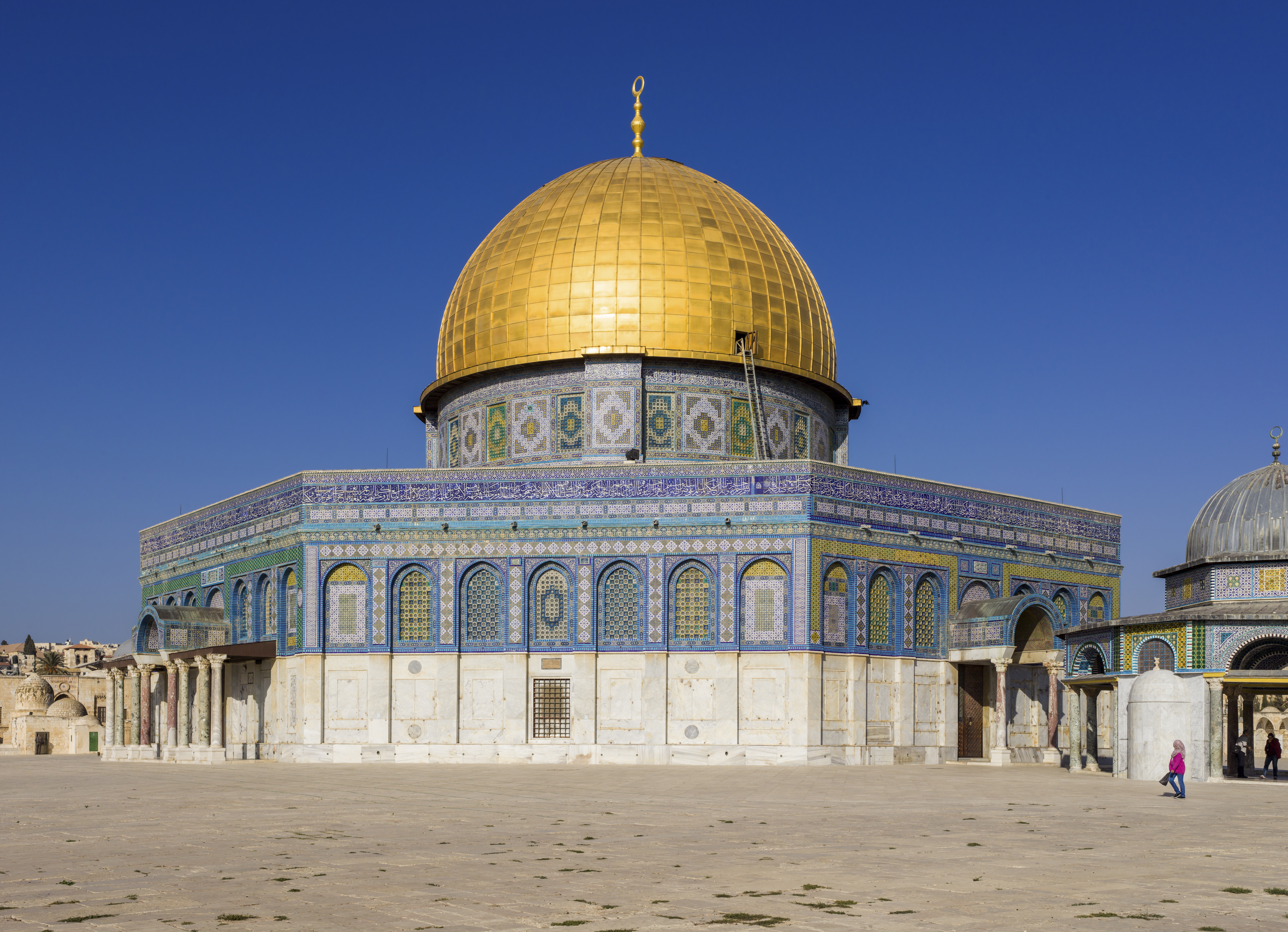
Cúpula da Rocha no Monte do Templo

O obstáculo mais imediato e óbvio para a construção é o fato de duas estruturas islâmicas históricas com 13 séculos de existência, a Mesquita de Al Aqsa e o Domo da Rocha, terem sido construídas no topo do Monte do Templo. Quaisquer esforços para danificar ou reduzir o acesso a estes locais, ou para construir estruturas judaicas dentro, entre, por baixo, ao lado ou em cima deles podem levar a conflitos internacionais graves, dada a associação do mundo muçulmano com estes lugares sagrados.
O Domo da Rocha é considerado como ocupando o espaço real onde ficava o Segundo Templo, mas alguns estudiosos discordam e, em vez disso, afirmam que o Templo estava localizado ao norte do Domo da Rocha, ou cerca de 200 metros ao sul dele, com acesso à fonte de água doce de Giom, ou talvez entre o Domo da Rocha e a Mesquita de Al Aqsa.
Além disso, a maioria dos estudiosos judeus ortodoxos rejeita qualquer tentativa de construir o Templo antes da vinda do Messias. Isso ocorre porque há muitas dúvidas quanto ao local exato em que ela deve ser construída. Por exemplo, embora as medidas sejam dadas em côvados, existe uma controvérsia sobre se esta unidade de medida equivale a 1,84 pés, o consenso acadêmico, ou 1,43 pés, apresentado pelo respeitado historiador Asher Selig Kaufman.

#### Estatuto atual do Monte do Templo

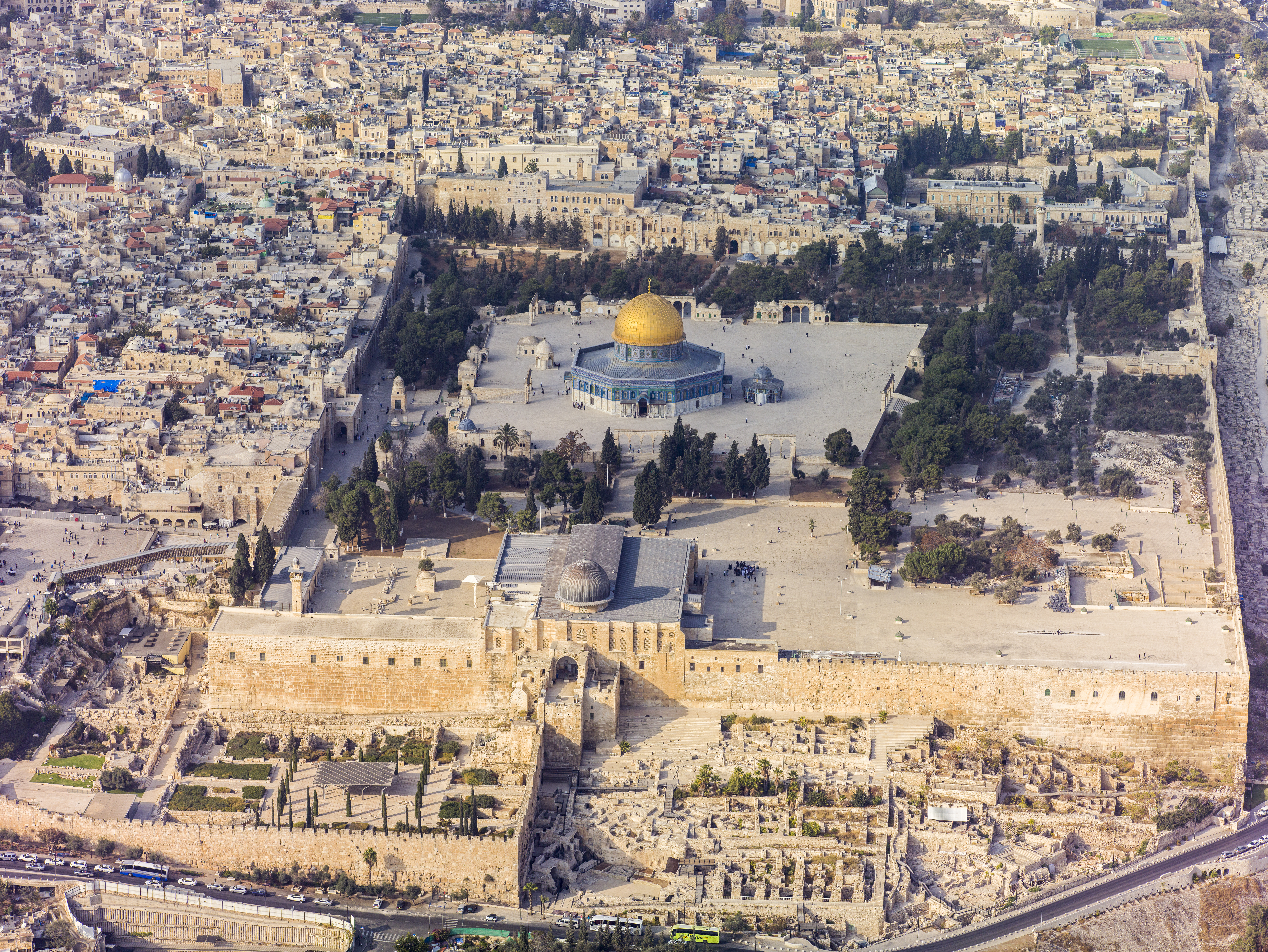
Vista aérea do Monte do Templo

Muitos rabinos interpretam a halacá (lei religiosa judaica) como uma proibição aos judeus de entrarem no Santo dos Santos. A situação complica-se porque o Domo da Rocha e a Mesquita de Al-Aqsa estão sob o controlo de clérigos muçulmanos, mas a polícia israelense administra a sua segurança. De acordo com a CNN :

Em 1996, o governo israelense abriu um túnel arqueológico nos arredores do complexo, provocando tumultos nos quais 80 pessoas, a maioria palestinos, foram mortas.
Uma visita de Ariel Sharon ao Monte do Templo em 2000 resultou num confronto entre "palestinos que atiravam pedras e tropas israelenses, que dispararam gás lacrimogéneo e balas de borracha contra a multidão", coincidindo com o início da Segunda Intifada, que terminou em 2005. Durante o festival de Sucot em 2006, o membro da União Nacional do Knesset, Uri Ariel, visitou o Monte do Templo sem incidentes e a polícia israelense não testemunhou qualquer provocação por parte dos manifestantes.

## Visões judaicas

### Judaísmo ortodoxo

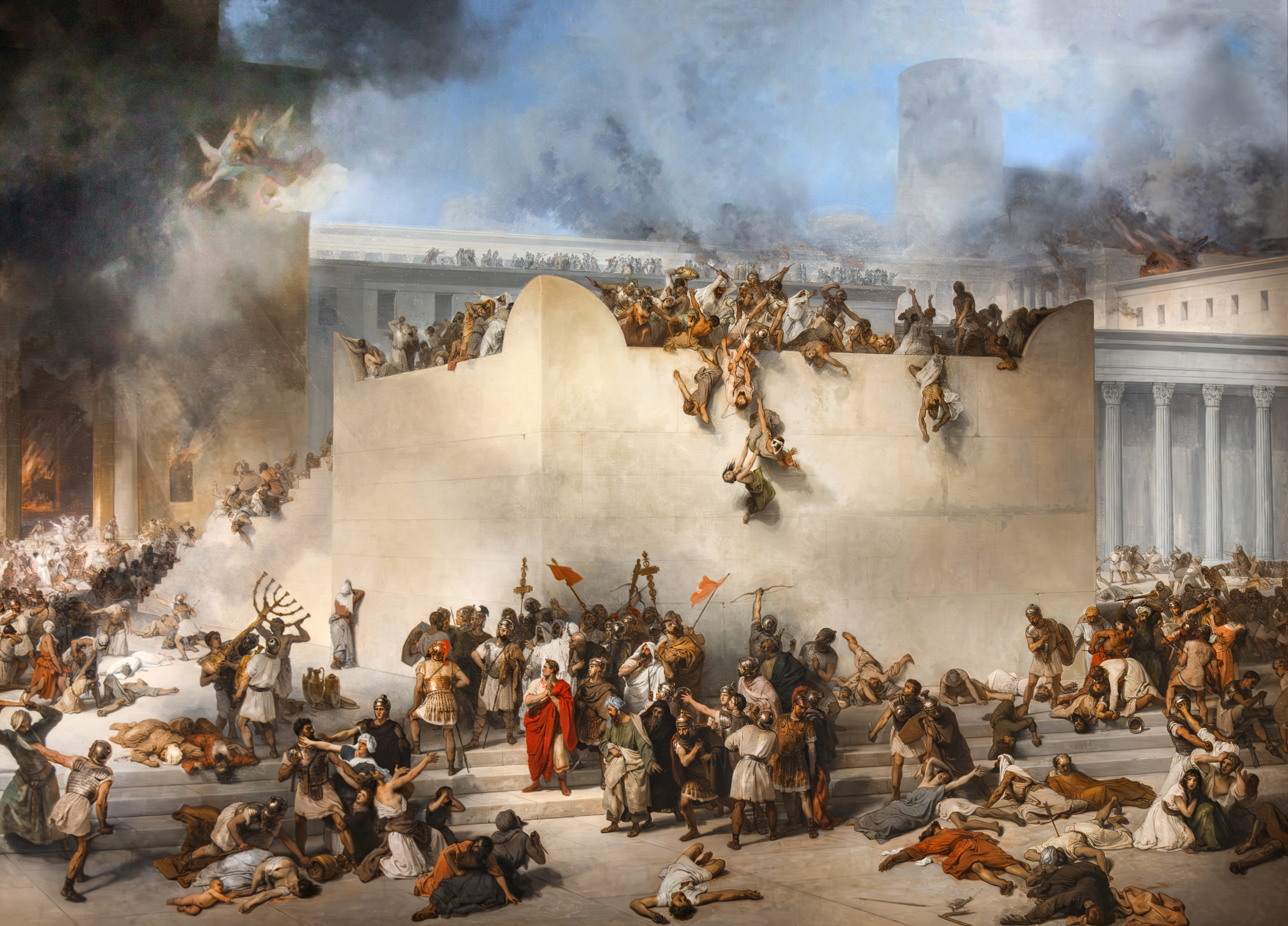
Destruição do Templo de Jerusalém, por Francesco Hayez

O judaísmo ortodoxo acredita na reconstrução de um Terceiro Templo e na retomada do korban (sacrifícios), embora haja desacordo sobre como a reconstrução deve ocorrer. Os estudiosos ortodoxos e as autoridades rabínicas geralmente acreditam que a reconstrução deve ocorrer na era do messias judeu, pelas mãos da providência divina, embora uma posição minoritária, seguindo a opinião de Maimônides, sustente que os judeus devem se esforçar para reconstruir o templo eles mesmos, sempre que possível.
Maimônides escreveu em O Guia para os Perplexos "que Deus deliberadamente afastou os judeus dos sacrifícios e os encaminhou para a oração, já que a oração é uma forma mais elevada de adoração". No entanto, no seu código legal judaico, a Mishné Torá, ele afirma que os sacrifícios de animais serão retomados no Terceiro Templo e detalha como serão realizados. Alguns atribuem ao rabino Abraham Isaac Kook a visão de que os sacrifícios de animais não serão reinstituídos. Essas visões sobre o serviço do Templo são às vezes mal interpretadas (por exemplo, em Olat Raiyah, comentando sobre a profecia de Malaquias ("Então a oferta de cereais de Judá e Jerusalém será agradável a Deus como nos dias antigos e como nos anos passados" [Malaquias 3:4]), Kook indica que apenas ofertas de cereais serão oferecidas no serviço do Templo restabelecido, enquanto em um ensaio relacionado de Igrot HaRaiyah ele sugere o contrário.

### Judaísmo conservador
O judaísmo conservador acredita em um messias e em um Templo reconstruído, mas não acredita na restauração de sacrifícios. Em 2006, o Comitê de Leis e Padrões Judaicos abordou o papel, no judaísmo conservador, de Nidá, uma descrição de uma mulher durante a menstruação, que foi considerada em relação ao papel dos conceitos de pureza ritual relacionados ao Templo dentro do judaísmo contemporâneo. Uma resposta adotada pela maioria do Comitê sustentou que os conceitos de pureza ritual relevantes para a entrada no Templo não são mais aplicáveis ao judaísmo contemporâneo e aceitou uma proposta para mudar o termo "pureza familiar" para "santidade familiar" e para explicar a observância contínua do niddah em uma base diferente da continuidade com as práticas do Templo. Outra resposta, também adoptada pela maioria do comitê, apelou à manutenção das observâncias, da terminologia e da fundamentação existentes e sustentou que estas observâncias e conceitos relacionados com o Templo continuavam a ter impacto e significado contemporâneos. Theodor Herzl inclui o Templo reconstruído em seu romance Altneuland, mas junto com um Domo da Rocha intacto.

### Judaísmo reformista
O judaísmo reformista não acredita na reconstrução de um Templo central ou na restauração dos sacrifícios ou adoração do Templo. Considera o Templo e a era sacrificial como um período de uma forma mais primitiva de ritual da qual o judaísmo evoluiu e não deve retornar. Ele também acredita que um papel especial para os cohanim e levitas representa um sistema de castas incompatível com os princípios modernos de igualitarismo e não preserva esses papéis. Além disso, há uma visão reformista de que a sinagoga ou shul é um templo moderno; portanto, "Templo" aparece em vários nomes de congregações no judaísmo reformista. De fato, a renomeação da sinagoga como "templo" foi uma das marcas registradas do início da Reforma Protestante na Alemanha do século XIX, quando Berlim foi declarada a nova Jerusalém e os judeus reformistas buscaram demonstrar seu firme nacionalismo alemão. O antisionismo que caracterizou o judaísmo reformista durante grande parte de sua história diminuiu significativamente após o Holocausto e o subsequente estabelecimento e sucessos posteriores do moderno Estado de Israel. A crença no retorno dos judeus ao Templo em Jerusalém não faz parte do judaísmo reformista dominante.

## Visão cristã
A visão dominante no cristianismo católico romano, ortodoxo oriental e protestante é que os sacrifícios de animais dentro do Templo eram um prenúncio do sacrifício que Jesus fez pelos pecados do mundo por meio de sua crucificação e derramamento de seu sangue no primeiro dia da Páscoa. A Epístola aos Hebreus é frequentemente citada em apoio a essa visão: os sacrifícios do templo são descritos como imperfeitos, pois exigem repetição (cap. 10:1–4), e como pertencentes a uma aliança que estava "se tornando obsoleta e envelhecendo" e estava "prestes a desaparecer" (cap. 8:13, NVI). A crucificação de Cristo, sendo um sacrifício que lidou com o pecado de uma vez por todas, negou qualquer necessidade de mais sacrifícios animais. O próprio Cristo é comparado ao Sumo Sacerdote que estava sempre de pé realizando rituais e sacrifícios. Cristo, porém, tendo realizado seu sacrifício, “sentou-se” – a perfeição tendo sido finalmente alcançada (cap. 10:11–14,18). Além disso, o véu ou cortina do Santo dos Santos é visto como tendo sido rasgado na crucificação – figurativamente em conexão com esta teologia (cap. 10:19–21), e literalmente de acordo com o Evangelho de Mateus (cap. 27:50–51). Por estas razões, um terceiro templo, cujo propósito parcial seria a reinstituição dos sacrifícios de animais, é visto como desnecessário e, portanto, substituído. Irineu e Hipólito estavam entre os primeiros escritores da igreja que previram a reconstrução do Templo, como necessária para a preparação para o reinado do Anticristo.

## Visão muçulmana
A maioria dos muçulmanos vê o movimento pela construção de um Terceiro Templo no Monte do Templo como uma afronta ao islamismo devido à presença da Mesquita de Al-Aqsa e do Domo da Rocha no lugar do antigo Templo Sagrado. Hoje a área é considerada pela maioria dos muçulmanos como o terceiro local mais sagrado do islamismo. Os muçulmanos estão determinados a exigir o reconhecimento dos seus direitos exclusivos sobre o local e exigem que este seja totalmente transferido para a soberania muçulmana; além disso, alguns muçulmanos negam qualquer associação do Monte aos antigos templos judaicos que se erguiam no local.

## Visão Bahá'í
Na Fé Bahá'í, a profecia do Terceiro Templo foi cumprida com a escrita do Súriy-i-Haykal por Bahá'u'lláh em forma de pentagrama. O Súriy-i-Haykal ou Tábua do Templo, é uma obra composta que consiste em uma tábua seguida de cinco mensagens dirigidas aos líderes mundiais; logo após sua conclusão, Bahá'u'lláh instruiu que a tábua fosse escrita na forma de um pentagrama, simbolizando o templo humano e acrescentou a ela a conclusão:

Assim construímos o Templo com as mãos do poder e da força, se vós o soubésseis. Este é o Templo que vos foi prometido no Livro. Aproximai-vos dele. Isto é o que vos será proveitoso, se não o compreenderdes. Sede justos, ó povos da terra! O que é preferível, isto ou um templo construído de barro? Dirigi vossos rostos para ele. Assim vos foi ordenado por Deus, o Auxílio no Perigo, o Auto-subsistente.
Shoghi Effendi, o líder da Fé Bahá'í na primeira metade do século XX, explicou que este versículo se refere à profecia na Bíblia Hebraica onde Zacarias havia prometido a reconstrução do Templo no Fim dos Tempos, conforme cumprido no retorno da Manifestação de Deus, Bahá'u'lláh, em um templo humano. Ao longo da tábua, Bahá'u'lláh se dirige ao Templo (ele mesmo) e explica a glória que está investida nele, permitindo que todas as nações do mundo encontrem a redenção. Na tábua, Bahá'u'lláh afirma que a manifestação de Deus é um espelho puro que reflete a soberania de Deus e manifesta a beleza e a grandeza de Deus para a humanidade. Em essência, Bahá'u'lláh explica que a manifestação divina é um "Templo Vivo" e Bahá'u'lláh se dirige aos órgãos e membros do corpo humano e ordena que cada um se concentre em Deus e não no mundo terreno.